# Onitis nemoralis
Onitis nemoralis är en skalbaggsart som beskrevs av Gillet 1932. Onitis nemoralis ingår i släktet Onitis och familjen bladhorningar. Inga underarter finns listade i Catalogue of Life.